# Morley Harps
Morley Harps (magyarul: Morley-hárfák) 1817-ben alapított és máig működő, hárfák készítésével, javításával, forgalmazásával foglalkozó cég Nagy-Britanniában.

## Története

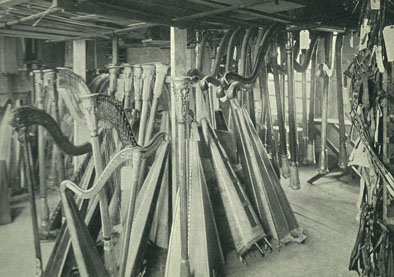
A Morley műhelye az 1890-es években

A céget George Morley (1790–1852) alapította, aki a Henry Ford Museum adata szerint 1810 körül készített egy egyszeres mechanikájú pedálhárfát. (Sébastien Érard ebben az évben jelentkezett duplapedálos hárfájával Londonban.)  Hárfakészítő, -hangoló és -javító vállalkozását 1817-ben jegyeztette be, mely London Whitechapel részén, a High Street 95. szám alatt működött. Öccse, Charles Morley (1796–1858) 1820-ban csatlakozott a céghez. Az 1860-as években fia, Joseph George és Charlesnak a fia, Robert (1840–1916) Párizsban az Érard hárfagyárban tanoncoskodott.
Joseph George Morley (1847–1921) örökölve apja cégét, azt Nagy-Britannia egyik legjelentősebb hárfakészítő vállalkozásává fejlesztette. 1890-ben átvette az Érard vállalat megszűnő londoni részlegét, és egy műhelyboltot alakított ki South Kensingtonban, a Sussex Place 6. szám alatt. 1893-ban bekebelezte Philip Holcombe cégét, ami a Dodd és a Dizi márkájú hárfákat gyártotta. Megtervezte, majd megépítette a legnagyobb (48 húros) pedálos hárfát, amivel beszállítója lett a Bayreuthi Ünnepi Játékoknak, és amit Mario Lorenzi és a magyar Mosshammer Román hárfások útmutatásai alapján épített. Később ezt a fajta hangszert Orchestral Twentieth Century Harp-nak nevezte. Három hárfával kapcsolatos könyvet is írt: Strings, Stringing and Tuning (év nélkül), Harp History (1913) és Harp Playing (1918).

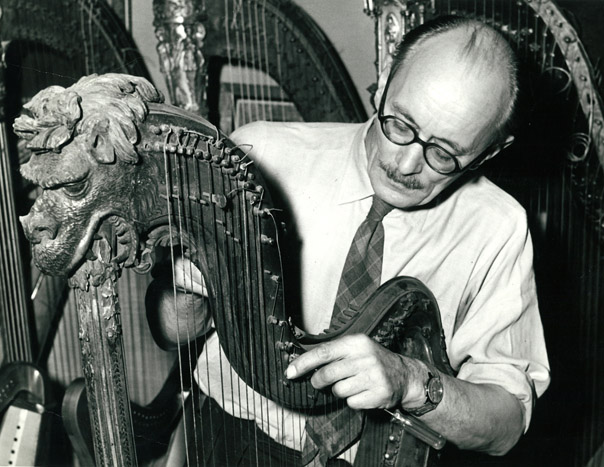
John Sebastian Morley pedálos hárfát szerel

Apja halála után John Sebastian Morley (1897–1988) vette át a cég vezetését feleségével, Elizabeth (Betty) Morleyval (1894-1991), aki ünnepelt hárfás és hárfatanár volt. Az ő idejükben az üzlet a hárfás élet egyik központja lett, ahol gyakran jártak össze világhírű zenészek, hogy híreket cseréljenek. Mivel az I. világháború után megcsappant a kereslet az új pedálhárfák iránt, ezért John Sebastian a hárfajavításra, illetve a kisebb, kampós (ír népi) hárfák készítésére fókuszált. Ő volt az alapító-elnöke az angol hárfaegyesületnek, a United Kingdom Harp Association-nek.
1968-ban John Sebastian visszavonult. A műhely és a bolt a Robert Morley and Co. Ltd.-hez került, amelyet Robert lemenői vittek, John (1932) és Clive (1936–2015). Egy idő után azonban szétváltak és Clive másik hárfaüzletet alapított Clive Morley Harps néven, amelyet a Gloucestershire-i Filkinsbe költöztetett. 2006-tól a céget Clive fia, Ben Morley (1970) irányítja. 

## Tevékenysége
A vállalkozás pedálhárfát napjainkban nem készít. Az Aoyama japán hárfák legnagyobb európai forgalmazója, emellett az Érard-féle üzleti modellnek megfelelően kampóshárfákat, könyveket, kottákat, hárfás felszereléseket árusít, s szervezi a hárfás életet. Az amerikai Venus Harps indulásakor ennek hárfáit is forgalmazta, sőt orosz pedálos hangszereket is.

## Fordítás
- Ez a szócikk részben vagy egészben a Morley Harps című angol Wikipédia-szócikk ezen változatának fordításán alapul.  Az eredeti cikk szerkesztőit annak laptörténete sorolja fel. Ez a jelzés csupán a megfogalmazás eredetét és a szerzői jogokat jelzi, nem szolgál a cikkben szereplő információk forrásmegjelöléseként.

## Külső hivatkozások
- A Short History of Morley Harps Angol nyelvű cégtörténet. morleyharps.com
- Hangszerbemutatók A cég Youtube-csatornája
- Clive Morley emlékére HarpPost blog
- A Bayreuthi Fesztiválzenekar hárfaegyüttese HarpPost blog